# Hiroji Imamura
Hiroji Imamura (Prefettura di Shiga, 27 aprile 1949) è un ex calciatore giapponese, di ruolo attaccante.

## Statistiche

### Presenze e reti nei club
| Stagione | Squadra       | Campionato | Campionato | Campionato |
| Stagione | Squadra       | Comp       | Pres       | Reti       |
| -------- | ------------- | ---------- | ---------- | ---------- |
| 1968     | Yanmar Diesel | JSL        | ?          | ?          |
| 1969     | Yanmar Diesel | JSL        | ?          | ?          |
| 1970     | Yanmar Diesel | JSL        | ?          | 5          |
| 1971     | Yanmar Diesel | JSL        | 13         | ?          |
| 1972     | Yanmar Diesel | JSL1       | ?          | ?          |
| 1973     | Yanmar Diesel | JSL1       | ?          | 10         |
| 1974     | Yanmar Diesel | JSL1       | 18         | 7          |
| 1975     | Yanmar Diesel | JSL1       | 17         | ?          |
| 1976     | Yanmar Diesel | JSL1       | ?          | ?          |
| 1977     | Yanmar Diesel | JSL1       | ?          | ?          |
| 1978     | Yanmar Diesel | JSL1       | ?          | ?          |
| 1979     | Yanmar Diesel | JSL1       | ?          | 7          |
| 1980     | Yanmar Diesel | JSL1       | 17         | ?          |
| 1981     | Yanmar Diesel | JSL1       | ?          | ?          |
| 1982     | Yanmar Diesel | JSL1       | ?          | ?          |
| 1983     | Yanmar Diesel | JSL1       | ?          | ?          |
|          | Totale        |            | 230        | 60         |

## Palmarès

### Club

#### Competizioni nazionali
- Japan Soccer League: 1

Yanmar Diesel: 1971